# Tremella
Tremella är ett släkte av gelésvampar som tillhör familjen Tremellaceae. Det beskrevs 1794 av den holländske mykologen Christiaan Hendrik Persoon och sanktionerades av Elias Fries 1822. Tidigare var detta ett stort släkte, men molekylärfylogenetiska analyser har visat att det var starkt polyfyletiskt, och en revision 2016 reducerade antalet arter till tolv (varav en anamorf jästsvamp som fördes över från Cryptococcus). Många arter som förts till Tremella återstår dock att analysera.

## Arter
- Tremella brasiliensis
- Tremella cinnabarina
- Tremella coalescens
- Tremella flava
- Tremella fuciformis
- Tremella globispora
- Tremella laurisilvae
- Tremella mesenterica
- Tremella resupinata
- Tremella taiwanensis
- Tremella tropica
- Tremella yokohamensis (från Cryptococcus)

## Arter ej längre förda tillTremella
- Tremella aurantia nu i Naematelia, Naemateliaceae
- Tremella caloplacae nu i Bulleraceae
- Tremella cetrariicola nu i Bulleraceae
- Tremella cladoniae nu i Carcinomycetaceae
- Tremella coppinsii nu i Bulleraceae
- Tremella encephala nu i Naematelia, Naemateliaceae
- Tremella exigua nu i Bulleraceae
- Tremella giraffa nu i Bulleraceae
- Tremella hypogymniae nu i Bulleraceae
- Tremella lichenicola nu i Bulleraceae
- Tremella lobariacearum nu i Carcinomycetaceae
- Tremella moriformis nu i Pseudotremella, Bulleraceae
- Tremella pertusariae nu i Bulleraceae
- Tremella phaeophysciae nu i Carcinomycetaceae
- Tremella polyporina nu i Carcinomyces, Carcinomycetaceae
- Tremella ramalinae nu i Bulleraceae
- Tremella simplex nu i Phaeotremella, Naemateliaceae
- Tremella tuckerae nu i Bulleraceae

## Tremellomycetesincertae sedis
Till de arter som ej analyserats hör, bland andra:
- Tremella arachispora
- Tremella callunicola
- Tremella coffeicola
- Tremella discicola
- Tremella foliacea
- Tremella hemifoliacea
- Tremella hymenophaga
- Tremella indecorata
- Tremella invasa
- Tremella karstenii
- Tremella lethariae
- Tremella normandinae
- Tremella obscura
- Tremella penetrans
- Tremella phaeographidis
- Tremella protoparmeliae
- Tremella sarniensis
- Tremella spicifera
- Tremella steidleri
- Tremella tawa
- Tremella telleriae
- Tremella versicolor